# Constantin Oprescu
Constantin Oprescu (n.8 decembrie 1878 - d. ?) a fost unul dintre ofițerii Armatei României, care a exercitat comanda unor mari unități și unități militare, pe timp de război, în perioada Primului Război Mondial și operațiilor militare postbelice.

## Cariera militară
În perioada Primului Război Mondial a îndeplinit funcțiile de comandant al Regimentului 36 (1916-1918) și  Regimentul 10 Vânători. 

## Decorații
- Ordinul „Coroana României”